# 翠柏路农贸市场
翠柏路农贸市场（又称城关中心菜市场）是一座位于中华人民共和国安徽省池州贵池区清风街道的农贸市场，为高层次多功能封闭式大型室内市场。总投资3600多万元人民幣，建筑面积31700平方米，其中市场面积18000平方米，由池州市市场监督管理局管理，共有1000余家商户。该菜场是贵池最大的农贸市场，也是池州城区人流量較大的場所。然而，市场多年来的环境问题和周边流动摊贩形成的的“马路市场”，一直存在争议并引发当地群众批评。

## 历史
原先贵池没有专用的贸易集市场所，到民国22年（1933年）仅有一个临时菜场。中华人民共和国成立后，伴随着市政建设的开始，贵池的市场开始发展，1957年成立国营商业，发展供销合作社调控市场。文化大革命期间，由于集市贸易受限，曾经一度萧条。1978年后，市政建设纳入贵池县政府全面规划。1985年，中共中央一号文件提出进一步扩大城乡经济交往，当地修建池口菜市场、红光菜市场、毓秀门菜市场等市场。
早在1965年，当地政府就在今长江中路与杏村东街交叉口兴建一个室内菜市场，建筑面积600平方米，供池州地区蔬菜公司与池州镇南湖村蔬菜队使用。但它仍然不能满足人民群众的需要。1984年，当地政府在翠柏路搭建50个临时雨棚。1990年以前，贵池城乡集贸市场常常造成交通堵塞，不便人民交易。1992年贵池市人民政府开始进行市场规划设计，并于次年取缔“马路市场”，1995年贵池市人民政府筹资425.8万元人民币兴建，1996年2月8日开业。

## 工程建筑

### 建筑概况
翠柏路农贸市场位于贵池区清风街道牌坊街东侧，东邻翠柏中路，北接池阳路。市场吸引了青阳、枞阳、庐江等地的经营户来此经营。

### 工程及装修历史
2008年1-2月，贵池遭受雪灾，翠柏路农贸市场大棚被积雪压塌。其市场部被迫于4月9日搬迁到池阳街道百荷园社区牌华巷附近，贵池区交通局48号大院的露天停車場上。12月25日，翠柏路农贸市场第一期改造工程开工。2009年12月20日，该工程圆满完成，为六层建築。其中地上建筑五层，地下建筑一层。
翠柏路农贸市场二期改造工程于2020年4月12日竣工。

## 備註
1. ↑  菜场建成时为池州镇。该建筑物1984年改为贵池县城关五金商贸公司经营，2005年贵池区旧城改造时拆除。
2. ↑  贵池县城关镇，今池阳街道办事处。